# Línea 46 (EMT Madrid)
La línea 46 de la EMT de Madrid une Sol / Sevilla con Moncloa.

## Características

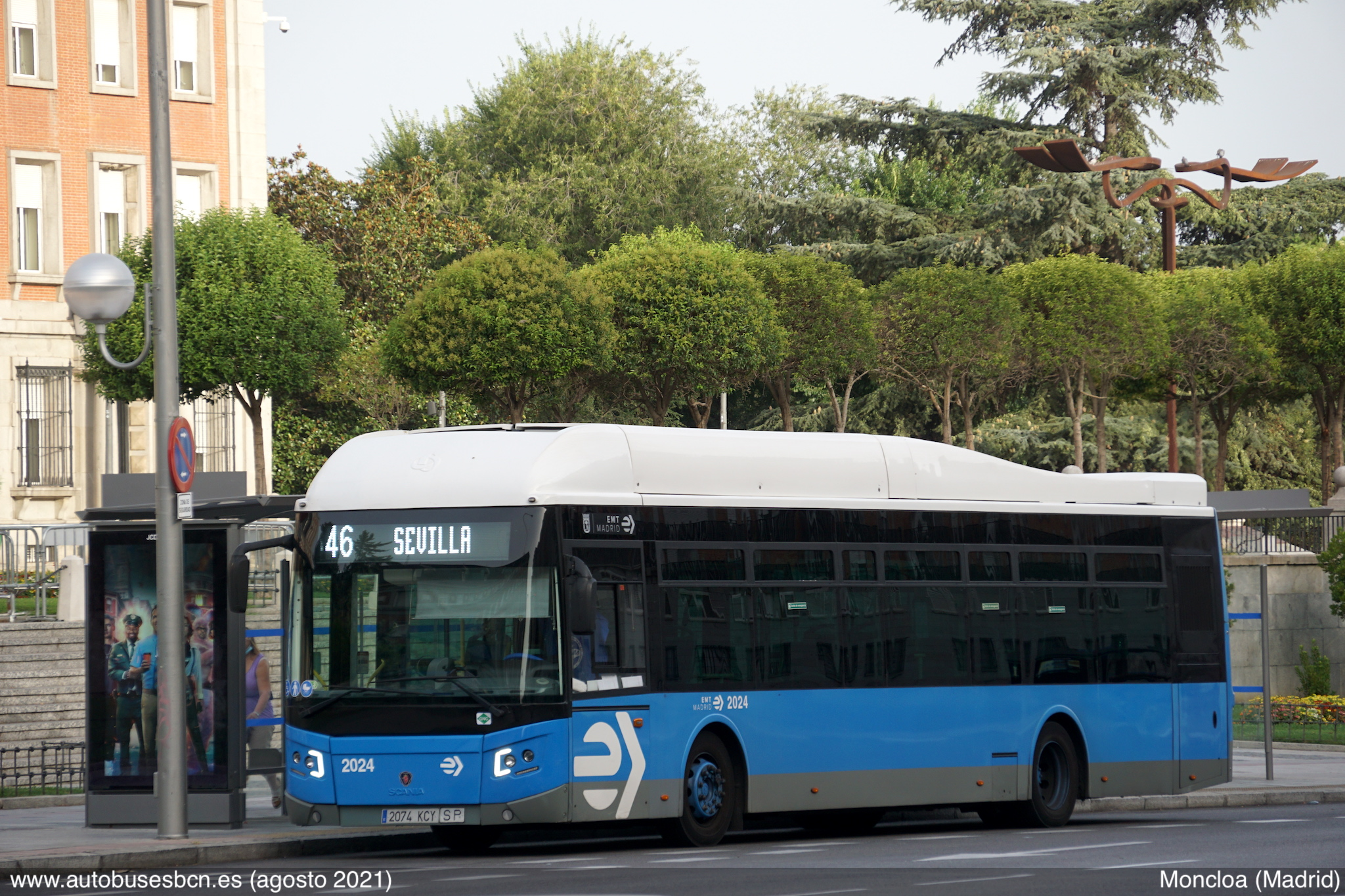
46 en Moncloa, agosto de 2021.

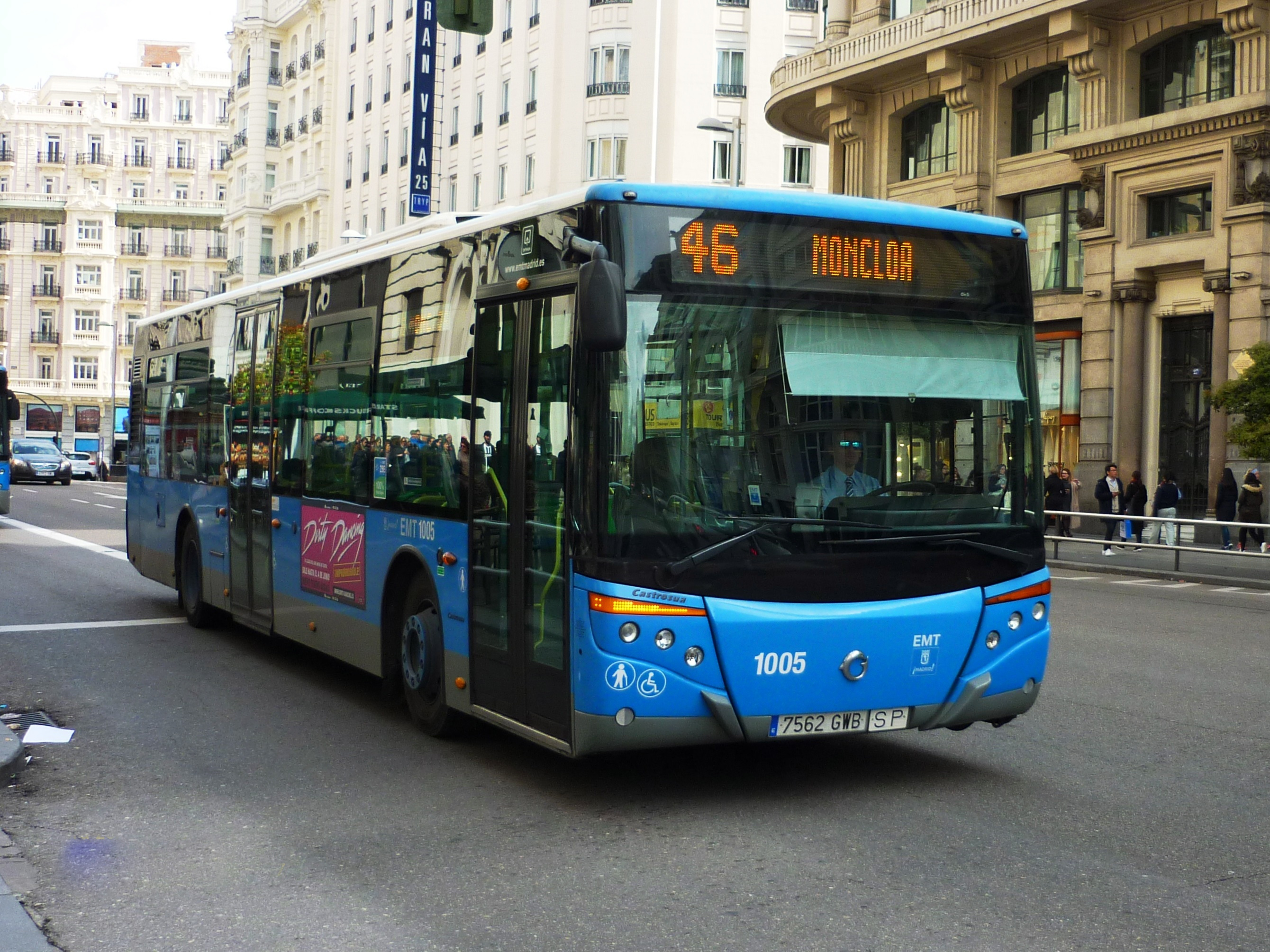
46 en Gran Vía hacia Moncloa.

Esta línea comunica ambas áreas con el barrio de la Bombilla (Avenida de Valladolid-Paseo de la Florida) y parte de la Ciudad Universitaria de Madrid. Antiguamente tenía la denominación Gran Vía-Moncloa.
En diciembre de 2021, cambia el nombre de la cabecera de Sevilla por "Sol / Sevilla".
Desde el 19 de diciembre de 2022, la línea traslada su cabecera al interior del Intercambiador de Moncloa, junto a la línea G, para dejar espacio a las líneas 160, 161 y 162 en la superficie para iniciar recorrido en la Plaza de Moncloa, dado que el modelo de autobuses utilizado en las mismas no puede acceder al intercambiador subterráneo.
Es la única línea que da servicio a la Avenida de Valladolid.

### Frecuencias
| Lunes a viernes laborables |               |
| De 6:00 a 8:00             | 8-15 minutos  |
| De 8:00 a 20:00            | 7-9 minutos   |
| De 20:00 a 23:00           | 8-20 minutos  |
| Sábados laborables         |               |
| De 6:00 a 10:00            | 19-30 minutos |
| De 10:00 a 20:00           | 15-23 minutos |
| De 20:00 a 23:00           | 16-28 minutos |
| Domingos y festivos        |               |
| De 7:00 a 10:00            | 20-30 minutos |
| De 10:00 a 21:00           | 17-20 minutos |
| De 21:00 a 23:00           | 19-30 minutos |

## Recorrido y paradas

### Sentido Moncloa
La línea inicia su recorrido en la acera impar de la calle de Alcalá, a unos 100–200 m al sur de la estación de Sevilla de metro. Subiendo por la calle Alcalá, gira a la derecha por la calle Virgen de los Peligros, que recorre entera así como parte de su continuación, la calle Clavel, girando a la izquierda para incorporarse a la Gran Vía, calle por la que circula hasta la Plaza de España.
En la plaza, gira a la izquierda y toma la salida de la Cuesta de San Vicente, que recorre hasta la Glorieta de San Vicente, donde toma la salida hacia el Paseo de la Florida, que recorre entero así como su continuación, la Avenida de Valladolid hasta llegar al Puente de los Franceses, donde abandona el barrio de la Bombilla y entra en la Ciudad Universitaria de Madrid por la Senda del Rey.
Dentro de la Ciudad Universitaria circula por la Senda del Rey, girando al final de la misma a la derecha por la calle Obispo Trejo, que recorre hasta la siguiente intersección girando a la izquierda por la calle Martín Fierro, y gira en la siguiente intersección a la derecha por la Avenida Juan de Herrera, al final de la cual llega a la Glorieta del Cardenal Cisneros, donde sale por la A-6 (Avda. Arco de la Victoria) en dirección a Moncloa.
Al llegar al final de la A-6, tiene su cabecera dentro del intercambiador subterráneo de la estación de Moncloa.
| Código | Parada                                  | Común con                    | Conexiones con Metro y Cercanías | Otros |
| ------ | --------------------------------------- | ---------------------------- | -------------------------------- | ----- |
| 2056   | SEVILLA (C/ Alcalá, 25)                 |                              | Sevilla                          |       |
| 4108   | Gran Vía-Pedro Zerolo                   | 3 002                        |                                  |       |
| 4094   | Gran Vía-Montera                        | 1 2 74 146 001 002           | Gran Vía Sol                     |       |
| 9      | Gran Vía-Callao                         | 1 2 74 146 001               | Callao                           |       |
| 168    | Santo Domingo                           | 1 2 44 74 75 133 147 148 001 | Santo Domingo                    |       |
| 170    | Gran Vía-Plaza España                   | 3 74 75 148                  | Plaza de España                  |       |
| 854    | Plaza de España                         | 3 25 39 74 75 138 148 158 C2 | Plaza de España                  |       |
| 599    | Jardines de Sabatini                    | 25 39 62 75 138 158 C2       |                                  |       |
| 601    | Cuesta de San Vicente                   | 25 39 62 75 138 158 C2       |                                  |       |
| 603    | Príncipe Pío                            | 25 39 62 75 138 158 C2       | Príncipe Pío                     |       |
| 2296   | Intercambiador de Príncipe Pío          | 41 75 573                    | Príncipe Pío                     |       |
| 858    | Paseo de la Florida                     | 41 75                        |                                  |       |
| 860    | San Antonio de la Florida               | 41 75                        |                                  |       |
| 2405   | Avenida de Valladolid-La Bombilla       |                              |                                  |       |
| 2407   | Avenida de Valladolid-Brigada Tráfico   |                              |                                  |       |
| 2409   | Parque de la Bombilla                   |                              |                                  |       |
| 2411   | Puente de los Franceses-Clínica Moncloa | 573                          |                                  |       |
| 4499   | Senda del Rey                           |                              |                                  |       |
| 4500   | Consejo Superior de Deportes            |                              |                                  |       |
| 2415   | Juan Herrera                            | U                            |                                  |       |
| 2417   | Cardenal Cisneros                       | U                            |                                  |       |
| 1331   | Avenida de la Memoria                   | 82 83 132 133 162 G U        |                                  |       |
| 5575   | MONCLOA (Intercambiador - dársena 30)   |                              | Moncloa                          |       |

### Sentido Sol / Sevilla
El recorrido de vuelta es igual al de ida pero en sentido contrario exceptuando dos tramos:
- En lugar de circular por las calles Obispo Trejo y Senda del Rey, sigue hasta el final de la calle Martín Fierro y baja por la Avenida de Séneca hasta el Puente de los Franceses.
- En lugar de circular por las calles Virgen de los Peligros y Clavel, la línea sigue hasta la confluencia de Gran Vía y Alcalá girando a la derecha para dirigirse a la cabecera.

| Código | Parada                                  | Común con              | Conexiones con Metro y Cercanías | Otros |
| ------ | --------------------------------------- | ---------------------- | -------------------------------- | ----- |
| 5575   | MONCLOA (Intercambiador - dársena 30)   |                        | Moncloa                          |       |
| 2418   | Cardenal Cisneros                       | 160 161                |                                  |       |
| 2416   | Juan Herrera                            | 160 161                |                                  |       |
| 2414   | Consejo Superior de Deportes            | 160 161                |                                  |       |
| 4295   | Puente de los Franceses                 |                        |                                  |       |
| 2412   | Puente de los Franceses-Clínica Moncloa | 573                    |                                  |       |
| 2410   | Parque de la Bombilla                   |                        |                                  |       |
| 2408   | Avenida de Valladolid-Brigada Tráfico   |                        |                                  |       |
| 2406   | Avenida de Valladolid-La Bombilla       |                        |                                  |       |
| 861    | San Antonio de la Florida               | 41 75                  |                                  |       |
| 859    | Paseo de la Florida                     | 41 75                  |                                  |       |
| 857    | Intercambiador de Príncipe Pío          | 41 75 573              | Príncipe Pío                     |       |
| 5246   | Cuesta de San Vicente                   | 25 39 62 75 138 158 C1 |                                  |       |
| 742    | Jardines de Sabatini                    | 25 39 62 75 138 158 C1 |                                  |       |
| 855    | Plaza de España                         | 3 25 39 75 148 158     | Plaza de España                  |       |
| 171    | Gran Vía-Plaza de España                | 1 2 3 74 001           | Plaza de España                  |       |
| 169    | Santo Domingo                           | 1 2 3 74 146 001       | Santo Domingo                    |       |
| 723    | Gran Vía-Callao                         | 1 2 3 74 146 001       | Callao                           |       |
| 724    | Gran Vía-Montera                        | 1 2 3 74 146 001       | Gran Vía Sol                     |       |
| 5138   | Gran Vía-Pedro Zerolo                   | 1 2 3 74 146 001 002   |                                  |       |
| 164    | Círculo de Bellas Artes                 | 1 2 3 74 146 001 002   |                                  |       |
| 2056   | SEVILLA (C/ Alcalá, 25)                 |                        | Sevilla                          |       |

## Galería de imágenes

Mapa de la distribución de dársenas del intercambiador de Moncloa con la distribución de cabeceras de las líneas de autobuses, entre las que aparece la línea 46.